# Andreas Brehme
Andreas Brehme (9. listopadu 1960 Hamburk – 20. února 2024) byl německý fotbalový trenér a obránce. Proslavil se vítězným gólem ve finále Mistrovství světa 1990 proti Argentině z pokutového kopu v 85. minutě.
V anketě Zlatý míč, která hledala nejlepšího fotbalistu Evropy, se roku 1990 umístil na třetím místě.

## Úspěchy
- Bundesliga: 1998
- Německý Pohár: 1996
- Mistrovství Evropy ve fotbale 1992: Druhé místo
- Pohár UEFA: 1991
- Mistrovství světa ve fotbale 1990, Druhé místo: 1986
- Italský fotbalista roku: 1989
- Serie A: 1989
- Supercoppa Italiana: 1989
- Bundesliga: 1987
- Liga mistrů UEFA: Druhé místo 1987
- DFL-Supercup: 1987